# Eloise Bibb Thompson

Fotografie, 1919

Eloise Bibb Thompson (* 26. Juni 1878 in New Orleans; † 8. Januar 1928 in New York City) war eine amerikanische Pädagogin, Dramatikerin, Dichterin und Journalistin. Sie wird der Strömung der Harlem Renaissance zugeordnet.

## Leben und Schaffen
Als Eloise Alberta Veronica Bibb in New Orleans geboren, besuchte sie eine katholische Mädchenschule und veröffentlichte schon mit 17 Jahren einen ersten Band mit Gedichten. Sie besuchte die Ohio’s Oberlin Preparatory School und arbeitete anschließend zwei Jahre als Lehrerin in New Orleans. Von 1908 bis 1911 leitete sie das Colored Social Settlement in Washington, D.C, das erste Gemeinschaftshaus, das für die soziale Verbesserung der Schwarzen in den Vereinigten Staaten gegründet wurde.
Am 4. August 1911 heiratete sie den Journalisten Noah Davis Thompson und zog mit ihm nach Los Angeles. Sie schrieb für die Zeitungen Los Angeles Sunday Tribune und Morning Sun, sowie für die Zeitschrift Out West. 1914 reiste sie nach Wien und unterzog sich einer Krebsbehandlung.
Ausgelöst durch den Film Die Geburt einer Nation (The Clansman) von D. W. Griffith schrieb sie das Filmszenario A Replay to the Clansman, das jedoch nicht realisiert wurde. Der Produzent Thomas Harper Ince, der mit D. W. Griffith und Mack Sennett die Triangle Motion Picture Company gegründet hatte, kaufte die Rechte, realisierte jedoch keine Verfilmung des Stoffes. Mehrere Jahre durchlief das Szenario eine Entwicklungshölle, ohne am Ende realisiert zu werden. Thompson kaufte die Rechte an ihrem Script zurück. In Folge zeigte sich D. W. Griffith selbst interessiert, den Stoff zu verfilmen, ließ das Projekt jedoch fallen wegen „zu vieler gewaltiger Hindernisse für eine erfolgreiche Produktion.“ Thompson kämpfte weiterhin für eine Realisierung des Stoffes und konnte prominente Fürsprecher wie Henry Christeen Warnack, Monroe Lathrop oder Cecil B. DeMille gewinnen. Das Drehbuch wurde dennoch nicht realisiert und gilt heute, ebenso wie das gleichnamige Theaterstück, als verschollen.
Thompson schrieb in Folge drei Theaterstücke (gleichfalls verschollen), die an verschiedenen Theatern aufgeführt wurden, und veröffentlichte zwei Kurzgeschichten. Über ihr Theaterstück Africans (bzw. Africannus) schrieb eine Theaterkritikerin: „Zum ersten Mal in der Geschichte des Theaters in Los Angeles wurde ein Drama über ein afrikanisches Land, das von einem schwarzen Autor geschrieben wurde und für ein schwarzes Publikum bestimmt war, von einem ausschließlich schwarzen Cast aufgeführt.“ Die Kurzgeschichte Masks wurde 2022 in die Anthologie Prosaische Passionen. Die weibliche Moderne in 101 Short Storys aufgenommen.
1928 erlag Thompsons nach einem Umzug in New York ihrem Krebsleiden.

## Zitat
1914 veröffentlicht sie in der afroamerikanischen Zeitung California Eagle den Artikel The Negro Woman in America. Sie beendet ihn mit einem Gedicht und den folgenden Strophen:
O, women of the Colored race!

Be earnest, prayerful, brave and wise,O, leave upon this age, your trace

Of noble deeds and sacrifice.

Erase from "black" the sting of shame,

So live and work that men may know,

That "Negro" spells a worthy name,

Arisen from the depths of woe.

## Werke (Auswahl)
- Poems, Gedichtband, 1895
- A Reply to the Clansman, Filmszenario / Theaterstück, 1915
- Caught, Theaterstück, 1920
- A Friend of Democracy, 1920, unaufgeführt
- Africans [alternativer Titel: Africannus][8] , Theaterstück über Marcus Garvey, 1922
- Cooped Up, Theaterstück, 1924
- Mademoiselle 'Tasie, Kurzgeschichte, 1925
- Masks, Kurzgeschichte, 1927 (Dt. Übersetzung: Masken von Marion Hertle, in: Sandra Kegel (Hrsg.): Prosaische Passionen, München 2022)